# 馬獻圖
馬獻圖（？—？），和名名護親方良意，琉球國第二尚氏王朝政治家、三司官。
馬獻圖是馬良詮（名護親方良憲）的後代。由於琉球難以償還為冊封而向薩摩藩借的銀兩，為了請求延遲償還，尚益王於康熙四十九年（1710年）派馬獻圖出使薩摩藩。六月二十五日（7月21日）到達薩摩藩。當時三司官毛天相（池城親方安倚）去世、馬廷器（幸地親方良象）又以年老為由致仕，尚益王遣武氏眞境名筑登之親雲上崇信至薩摩藩，請求補充三司官缺員。九月十八日（11月8日），馬獻圖被任命為三司官。十月二十八日（12月18日）回國。
三司官任內，馬獻圖與攝政尚徹（北谷王子朝騎）以及三司官同僚向和聲（西平親方朝敘）、毛承詔（摩文仁親方安政）一起主持對《中山世譜》的重新修訂。這個版本的《中山世譜》由蔡溫擔任纂修司，被稱為蔡溫本《中山世譜》。康熙五十一年壬辰十一月朔日（1712年11月28日），尚敬王賜給他紫地浮織冠。康熙五十八年己亥七月二十八日（1719年9月12日），又被賜給青地五色浮織冠。雍正六年十月朔日（1728年11月2日）以年老為由致仕，其空缺的三司官之職由蔡溫繼任。